# Dina Cocea (actriță din Republica Moldova)
Dina Cocea (n. 12 noiembrie 1944, Voloca pe Derelui, raionul Adâncata, regiunea Cernăuți, RSS Ucraineană, URSS) este o actriță română de teatru și film, artistă emerită a Republicii Moldova și membră a trupei teatrului național "Mihai Eminescu" de la Chișinău.

## Biografie
S-a născut la 12 noiembrie 1944, în satul Voloca pe Derelui din Bucovina de Nord, teritoriu ocupat de URSS prin Pactul Ribbentrop-Molotov în 1940 și apoi din nou în 1944. Tatăl ei era lăutarul Ion Cocea și a învățat-o încă din copilărie să cînte la mandolină, vioară și acordeon. A absolvit Facultatea de Actorie a Institutului de Arte „Gavriil Muzicescu” din Chișinău în anul 1964. Încă din anul II de facultate a fost cooptată în trupa Teatrului „Vasile Alecsandri” din Bălți, transferându-se după absolvirea facultății la Teatrul Moldovenesc muzical-dramatic de Stat „A. Pușkin” (în prezent Teatrul Național „Mihai Eminescu”). A jucat în numeroase piese clasice și contemporane, printre cele mai reușite roluri ale sale numărându-se Nina din Mascarada de M. Lermontov, Liusi din Opera de trei parale de B. Brecht, Julieta din Romeo și Julieta de W. Shakespeare, Beatrice din Mult zgomot pentru nimic, Paulina din Păsările tinereții noastre de Ion Druță ș. a. A jucat și în câteva filme realizate de studioul „Moldova-Film”, realizând dublarea replicilor.
În semn de apreciere a activității sale, i s-a acordat în anul 1976 titlul de Artistă Emerită a RSS Moldovenești și a fost decorată cu medalia „Mihai Eminescu”.
Fratele său, Lucian Cocea (n. 1940 - d. 2019), a fost prim-dirijor al Ansamblului de Tineret al Filarmonicii din Chișinău și dirijor-secund al Orchestrei de muzică populară "Fluieraș", alături de Serghei Lunchevici. 

## Filmografie
- Strada ascultă (1963) ‒ tencuitoare
- Povîrnișul (1970) ‒ Tanea Negară
- Durata zilei (1974) ‒ prietena Sandei
- În piele de șarpe (2006)